# Gosick
Gosick  (-ゴシック GOSICK?, Goshikku) es una novela ligera japonesa escrita por Kazuki Sakuraba e ilustrada por Hinata Takeda, la palabra Gosick es la adaptación al japonés de la palabra anglosajona gótico. La historia se sitúa en Saubure, un país ficticio europeo en el año de 1924, donde un joven japonés llega al país como un estudiante de intercambio, ahí conoce a una chica misteriosa, que se encuentra en lo alto de una torre, en una extraña biblioteca; también conoce al hermano de la chica, que es un policía que se vale de la inteligencia de su hermana para resolver misteriosos casos y ganar fama.
La novela fue publicada por el sello Fujimi Mystery Bunko de la editorial Fujimi Shobo desde el 10 de diciembre de 2003 hasta el 23 de julio de 2011, llegando a acumular 13 volúmenes. Además, comenzó a publicarse una adaptación al manga, escrita por Kazuki Sakuraba e ilustrada por Sakuya Amano, en la revista shōnen Dragon Age desde 9 de diciembre de 2007, contando hasta ahora con seis volúmenes. Se emitió una adaptación al anime realizada por el estudio BONES y dirigida por Hitoshi Nanba del 7 de enero al 2 de julio de 2011 en la cadena televisiva japonesa TV Tokyo, concluyendo con 24 episodios.
Tokyopop publicó la primera novela de la serie en inglés en abril de 2008 y la segunda en marzo de 2010. La serie se publica en Alemania por Tokyopop desde noviembre de 2006.
El 1 de diciembre de 2013, al cumplirse el 10.° aniversario de la franquicia, Kazuki Sakuraba, junto a Hitoshi Nanba y Sakuya Amano confirmaron GOSICK RED, la secuela de la obra.
Además, el 1 de septiembre de 2014 se anunció la culminación de la saga aniversario con GOSICK BLUE, que saldrá a la venta en noviembre del mismo año.[cita requerida]Además, se anunció GOSICK PINK, que saldrá a la venta el 30 de noviembre de 2015.

## Argumento
Gosick se sitúa en 1924 en un ficticio país europeo llamado Saubure. La historia se centra en Kazuya Kujo, el tercer hijo de un soldado imperial japonés, quien es un estudiante de intercambio que llega a la Academia Santa Margarita, donde las leyendas urbanas e historias de terror están a la orden del día. Allí conoce a Victorique, una misteriosa y bella joven que nunca asiste a las clases y pasa sus días leyendo libros en la biblioteca de la escuela o resolviendo los misterios que Grevil, su hermano, no puede resolver. La serie se centra principalmente en Kazuya y Victorique que tratan de resolver diferentes casos misteriosos.

## Personajes
Kazuya Kujo (久城 一弥 Kujō Kazuya?)
Seiyū: Takuya Eguchi
Es el protagonista de la historia. Nace el 2 de septiembre de 1909. Como hijo de un soldado imperial, Kazuya tiene un alto valor del honor y responsabilidad; pero al ser el hijo menor, él ha pasado la mayor parte de su vida luchando para salir de las sombras de sus dos hermanos mayores (siendo uno sumamente diestro en las artes de batalla y el otro extremadamente inteligente). Kazuya siente celos por toda la atención que se centra en sus hermanos, trabajando duro para competir con sus logros, pero al final se dio por vencido al darse cuenta de que nunca será reconocido. Con una cicatriz permanente en su corazón decidió dejar la academia militar de Japón y antes de que alguien de su familia pudiera detenerlo, se matriculó en Saubure (Europa) en la Academia Santa Margarita, para poder escapar de todo. Desafortunadamente, su llegada fuera del término escolar, combinada con la creencia popular de los estudiantes de que "el segador que viene en la primavera trae la muerte con él" ha dado lugar a Kazuya a ser llamado "kuroi shinigami" (conformado por los kanjis: kuroi「黒い」-i negro y shinigami「死神」dios de la muerte) y por consecuencia no tener amigos. Gracias a esto, Kazuya se convierte en amigo y compañero de la estudiante más excéntrica de la escuela, Victorique de Blois. Al principio no le gustaba la actitud arrogante y altanera de Victorique, pero después de algún tiempo empezó a cuidar de ella y a protegerla. Él describe a Victorique como una persona buena y sincera cuya alma es pura y bella. A pesar de todo lo que pasó en Japón, Kazuya se siente orgulloso de ser el hijo de un soldado imperial. Parece estar enamorado de Victorique, ya que en el capítulo 7 del anime le pregunta al Anciano de la Aldea de los Lobos Grises si "¿Podrán él y Victorique estar desde ahora para siempre", en la mayoría de los episodios se muestra sonrojado cuando esta le hace algún cumplido y además, se esmera mucho en protegerla, a tal grado que suele poner en riesgo su vida a costa de su beneficio.
Victorique de Blois (ヴィクトリカ・ド・ブロワ Vikutorika do Burowa?)
Seiyū: Aoi Yūki
El personaje principal de la historia. Con la apariencia de una muñeca, tiene una personalidad de una Tsundere, Victorique se ve mucho menor de lo que es: con cabello dorado y largo, ojos color verde esmeralda, y una voz estoica. Viste con un estilo típico de la era victoriana, y también hace uso de una pipa cuando lleva a cabo "la reconstrucción del caos". Debido a que tiene sangre de Seyrun o el pueblo de los lobos grises, el Marqués de Blois, su padre, decidió aislarla en las profundidades de su mansión para, algún día, poder utilizar la brillante mente que tiene la gente nacida allí. Al llegar a cierta edad, le permitieron quedarse en la Academia Santa Margarita, con la condición de no dejar el campus a menos que su padre o hermano lo permitan. Pasa sus días en la parte superior de la biblioteca, la cual es también un invernadero; allí, Kazuya siempre la encuentra leyendo libros difíciles y/o en otros idiomas. Además de su lengua afilada, absoluta franqueza y su actitud excéntrica; Victorique también posee increíbles habilidades de detective. Según Grevil de Blois, Kazuya es la primera persona por la que Victorique está dispuesta a resolver casos policiales sin esperar nada a cambio (o hacerlo solo por dulces), salvando su vida en la mayoría de sus aventuras. Cuando conoció a Kazuya por primera vez, Victorique lo veía como alguien molesto y estúpido, pero poco a poco comenzó a confiar en él y a apreciarlo. A pesar de ser violenta y sarcástica con Kazuya, está claro que se preocupa profundamente por él. Su madre es del legendario "Pueblo de los Lobos Grises", un pueblo que está separado del resto del país de Sauville, habitado por personas solitarias de cabello rubio, figura pequeña y mejillas rosadas, que, como se explicó anteriormente, están dotados por una inteligencia que supera a cualquier humano normal. Puede estar enamorada de Kazuya, ya que se sonroja notablemente cuando él está muy cerca, le hace algún cumplido o cuando la mira mucho.
Grevil de Blois (グレヴィール・ド・ブロワ Gurevīru do Burowa?)
Seiyū: Hidenobu Kiuchi
Grevil es un aristócrata y el heredero de la familia de Blois. Gracias al gran interés que tiene en el crimen, obligó a la policía local a hacerlo detective (aunque no tiene el talento para eso). Lo más notable en su apariencia es su peinado en forma de taladro, el cual Kazuya piensa que podría ser utilizado como un arma mortal. A pesar de ser un detective terrible y siempre tener que depender de Victorique para resolver sus crímenes, se niega a reconocer su existencia y por lo regular siempre se toma el crédito de ella. El poco cariño que ambos se tienen es debido a que son medio hermanos y ninguno de los dos es capaz de reconocer al otro en público. Su madre era la esposa oficial del Marques. Él es descrito por Victorique como un canalla y un ególatra. Aunque su padre, el Marques de Blois lo obligue, el no desea hacerle daño a su hermana menor, puesto que profundamente ambos son incapaz de odiarse. 
Él está enamorado de una amiga de la infancia, Jaqueline, y ella es la razón del peinado extraño que tiene. En el capítulo 11 se muestra que antes era un hombre guapo de cabello largo y suelto, y que gracias a que Victorique resolvió un caso para Grevil que involucraba a Jaqueline, como castigo ella lo obligó a hacerse ese peinado. Este acontecimiento lo usa Grevil como arma para herir a Victorique, pues ambos saben que el peor castigo que le pudo haber impuesto, hubiera sido obligarlo a dejar de amar a Jaqueline. Ella no le puso ese castigo porque no conocía la profundidad de los sentimientos humanos y Grevil se lo echa siempre en cara, diciéndole que ella no sabe lo que es la vida en realidad, lo cual la hiere profundamente.
Avril Bradley (アブリル・ブラッドリー Aburiru Buraddorī?)
Seiyū: Noriko Shitaya 
Una estudiante extranjera que proviene de Gran Bretaña. Como ella y Kazuya vienen desde el extranjero, pues encontraron un interés en común y fueron capaces de hablar libremente. Es una hermosa chica con pelo corto rubio y ojos azules. Se da a entender que ella siente algo por Kazuya. Ella representa las relaciones ordinarias de Kazuya a la escuela, además de sus aventuras con Victorique. Le encantan las historias de fantasmas y cree en todo lo que sea sobrenatural, por lo cual Victorique la descalifica constantemente.
La verdadera Bradley Avril fue secuestrada cuando se dirigía a la academia y es sustituida por Keiran II, la sucesora del famoso ladrón Keiran que desapareció misteriosamente ocho años antes. Este ladrón deseaba continuar con su legado por el robo de las valiosas obras de famosos artistas y escritores, y la causa del secuestro de Avril fue una rara estampilla que el abuelo de Avril, un aventurero famoso, le había dejado. Fue rescatada por Kazuya, y más tarde en la oficina de la enfermera dijo que ella pensaba que era un "príncipe de pelo negro." Irónicamente la ladrona sabía la personalidad del Avril, por lo que no le fue difícil para Kazuya restablecer una amistad con la verdadera Avril. Se ve que ha desarrollado sentimientos de amor hacia Kujo.
Cecile Lafitte (セシル・ラフィット Seshiru Rafitto?)
Seiyū: Yui Kano
Una profesora de la Academia Santa Margarita. Es profesora en la clase de Kazuya, Avril y Victorique. Como dato característico detesta todo lo relacionado con los fantasmas y es propensa a los desmayos en ciertas situaciones sobrenaturales. Quiere mucho a todos los niños, en especial a Kujo, Victorique y Avril. Es capaz de darlo todo por ellos.
Cordelia Gallo (コルデリア・ギャロ Koruderia Gyaro?)
Seiyū: Miyuki Sawashiro
Nacida en la aldea de los Lobos Grises, era una niña de 15 años cuando fue acusada de asesinato y expulsada del reino. Sin desalentarse, encuentra trabajo en un bar donde realiza presentaciones en un escenario. En ese bar conoce a Brian Roscoe y es encontrada por el Marques de Blois, los cuales saben que ella proviene de la aldea de los Lobos Grises. Es secuestrada por el Marques y obligada a dar a luz a Victorique. Después de dar a luz, la obligan separarse de su hija y la encierran en un hospital psiquiátrico en donde es rescatada por Brian y su hermano. Se dedica a viajar con Brian y participa en sus trucos de magia. 
Años después regresa a buscar a su hija y la encuentra encerrada en una torre. Le regala un collar con su fotografía y le dice que sin importar en donde esté, si Victorique necesita ayuda, ella irá corriendo a buscarla. Es el único encuentro directo que tiene con su hija. Después de eso, comienza a planear su venganza en contra del Marques de Blois por lo que ha hecho con su hija. Cuando el Marqués encierra a Victorique en "La Calavera de Belcebú", Cordelia y Brian van a buscarla y ahí ella y Kujo se conocen. Le da su anillo a Kujo y le pide que le diga a su hija que sin importar que no pida ayuda, Cordelia siempre estará allí para protegerla. Como Victorique y ella son sumamente parecidas, pueden confundirse la una con la otra. El día de la presentación de Victorique cuando Blois se convierte en Premier, ella toma el lugar de Victorique y asesina a Albert De Blois, sin embargo, ella también es asesinada.
Marques Albert de Blois (アルベール・ド・ブロワ侯爵 Arubēru do Burowa Kōshaku?)
Seiyū: Takayuki Sugō
El Marques Albert de Blois es el ministro de lo Oculto en el Reino de Saubure. Él es el principal antagonista de la historia. Es el responsable del aislamiento en la niñez de Victorique y de la forma de actuar de Grevil. 
El inició en "lo oculto" al convertirse en seguidor de Leviathan, un alquimista de la época. Este hombre le ofreció a Albert la forma de crear un "homunculus" (Hombres que parecen humanos pero no lo son, se los podría definir como "marionetas humanas". Siguiendo el consejo del alquimista, lo que debía hacer Blois era tener un hijo con un "lobo gris". Algunos años después de la muerte de Leviathan, el Marques conoce a Cordelia (un lobo gris) en un bar. Posteriormente, decide raptarla para intimar forzosamente con ella y un 25 de diciembre de 1910, lograr su objetivo al crear un homunculus (es decir, a Victorique). Blois demuestra muy poco interés por ella y solo la ve como una poderosa herramienta para lograr sus objetivos.
Gracias a ella, el Marques logró elevar su cargo. Tanto es así, que en el capítulo 23 asume como Premier de Saubure. En su etapa como Premier logra convencer al Rey (realmente lo chantajea) para ir a la Segunda Guerra Mundial y aliarse con Alemania. En el cargo duró muy poco, ya que en su acto de presentación, Cordelia hizo justicia por mano propia y lo asesina.
Grevil asume su cargo de Marques, pero no se conoce ningún otro dato.
Brian Roscoe (ブライアンロスコー Buraian Rosukō?)
Seiyū: Tōru Ōkawa
Es un famoso ilusionista. Creador de Phantasmagoria, un acto que se realizaba en "La calavera de Belcebú", que quedaba en Lituania. Se describe como una persona de cabello rojizo, ojos verdes y delgado. Es el principal aliado de Cordelia, aunque guarda un enorme rencor contra su hija. Él tiene un gemelo idéntico en todo sentido, hasta en el nombre. 
El conoció a Cordelia en Seyrun, donde vivió y fue expulsado. La reencontró en el bar donde ella trabajaba. Cuando Cordelia fue secuestrada la buscó sin descanso y logró hallarla en un hospital psiquiátrico. Su objetivo siempre es el de proteger a Cordelia (y a su hija porque ese es el deseo de Cordelia) pues la considera como la madre que él y su hermano nunca tuvieron. En la presentación de Victorique del Premier Blois, planea junto a Cordelia el asesinato de Blois y el rescate de Victorique. Finalmente muere cuando uno de los asistentes del Marques lo asesina. A su hermano le tocó acompañar a Victorique en un barco camino a Japón, cuando escapaba ella de su padre. El muere en el barco debido a las lesiones que sufrió en una caída al intentar asesinar a Victorique.

## Contenido de la obra

### Novela Ligera
Hay un total de nueve novelas ligeras de Gosick. Al igual muchas series japonesas, la cronología es un poco confusa, ya que son obras de larga duración y colecciones de diversos cuentos, que fueron publicadas fuera de orden cronológico. Las novelas Gosick son obras de cuerpo entero, y los libros Gosick's son colecciones de cuentos. La serie fue escrita por Kazuki Sakuraba con ilustraciones de Hinata Takeda. La primera novela fue lanzada en Japón el 10 de diciembre de 2003 y el último el 10 de abril de 2007. Tokyopop licencia las novelas para el mercado de los EE.UU y Alemania.

### Manga
Un manga con ilustraciones de Sakuya Amano fue publicado en la revista de manga shōnen Monthly Dragon Age. El primer volumen fue publicado el 9 de julio de 2008 por la editorial Fujimi Shobo. En junio de 2012 se publicó el octavo y último tomo.
| N.º | Fecha de lanzamiento en Japón | ISBN en Japón       |
| --- | ----------------------------- | ------------------- |
| 1   | 9 de julio de 2008            | ISBN 978-4047125582 |
| 2   | 10 de noviembre de 2008       | ISBN 978-4047125773 |
| 3   | 9 de septiembre de 2009       | ISBN 978-4047126152 |
| 4   | 9 de enero de 2010            | ISBN 978-4047126442 |
| 5   | 9 de noviembre de 2010        | ISBN 978-4047126930 |
| 6   | 9 de febrero de 2011          | ISBN 978-4047127104 |
| 7   | 8 de septiembre de 2011       | ISBN 978-4047127456 |
| 8   | 9 de junio de 2012            | ISBN 978-4047127944 |

### CD Drama
EL 21 de abril de 2006 fue lanzado un CD drama basado en la historia del primer volumen de Gosick. Utiliza seiyus diferentes a los que aparecerán en la serie animada.
Estos fueron los únicos personajes que aparecieron en el CD: 
- Miyu Irino como Kazuya Kujo
- Chiwa Saitō como Victorique de Blois
- Takehito Koyasu como Grevil de Blois
- Tomoko Kawakami como Avril Bradley
- Yui Horie como Cecile Lafitte

### Anime
Gosick fue adaptada en una serie anime de 24 episodios producidos por BONES, bajo la dirección de Hitoshi Nanba y supervisión de guion de Mari Okada. La serie comenzó su emisión original el 8 de enero de 2011 y se emitió en televisión en TV Tokyo. Sin embargo, en el episodio 11 se pospuso su emisión después del terremoto de 9.0 grados Richter que azotó Japón el 11 de marzo, pero desde entonces se reanudó su transmisión. La serie finalizó el 2 de julio de 2011. 
En la serie, se resume la mayoría de los libros en esos 24 capítulos.[cita requerida] Como dato a saber, se le agregó un capítulo especial, donde hablaba la directora de la obra, los seiyuu que participaban y se mostró un compilado con algunas escenas de la serie, además de algunas publicidades, como la del Single Destin Historie, que fue el OP de la serie, interpretado por Yoshiki Lisa. (Cap. 10.5: Capítulo Especial GOSICK Superespecial El bello monstruo del caos (15 de marzo de 2011)).
La serie animada tuvo mucho más éxito en el extranjero que en Japón. Crunchyroll transmitió la serie en África, Europa, Norteamérica y Sudamérica, Oriente Medio y el sudeste de Asia.

#### Capítulos
1. El segador oscuro encuentra al Hada Dorada (8 de enero de 2011)
2. Las almas de los muertos llaman a un naufragio (15 de enero de 2011)
3. Las liebres rompen una promesa bajo el sol de la mañana (22 de enero de 2011)
4. El hilo dorado destruye el momento pasajero (29 de enero de 2011)
5. Hay un fantasma misterioso en el almacén abandonado (5 de febrero de 2011)
6. Los lobos grises convocan a sus hermanos (12 de febrero de 2011)
7. Una revelación divina en el festival del solsticio de verano (9 de febrero de 2011)
8. Ecos de aullidos resonando desde el reino del pasado (26 de febrero de 2011)
9. Rosas azules florecen en la tienda de departamentos caníbal (5 de marzo de 2011)
10. Una chica con un resfriado sueña con su obstinado amigo (12 de marzo de 2011)
11. Ese taladro habla elocuentemente del amor (2 de abril de 2011)
12. Las cigarras se escuchan en las tardes de verano (9 de abril de 2011)
13. El tonto designa su propio portavoz (16 de abril de 2011)
14. Un detalle malicioso está censurando a la salamandra (23 de abril de 2011)
15. Dos monstruos se miran a los ojos (30 de abril de 2011)
16. María derribada tiene la cabeza de una mosca (7 de mayo de 2011)
17. Esa caja yace en el laberinto espiral (14 de mayo de 2011)
18. El tren negro azabache porta varias mentiras (21 de mayo de 2011)
19. La vida color de rosa está cubierta bajo la fresca nieve (28 de mayo de 2011)
20. Guiados por el fantasma de un fantasma (4 de junio de 2011)
21. Las campana de la víspera de navidad anuncian la hora (11 de junio de 2011)
22. un cuento de navidad adorna la felicidad de la repiza (18 de junio de 2011)
23. Anunciando Jaque Mate en el ajedrez tenido de gris (25 de junio de 2011)
24. Mirando hacia el infinito sobre el hombro del shinigami (2 de julio de 2011)

#### Música
Fueron lanzaron 2 CD por Nippon Columbia y Kotaro Nakagawa. 
- El tema de apertura (opening) de la serie fue: "Destin Histoire", interpretado por Yoshiki Lisa, lanzado el 2 de marzo de 2011.

- Las canciones de cierre (endings) fueron dos: Desde el capítulo 1 hasta el 12 se escuchó Resuscitated Hope y a partir del episodio 13 hasta el final de la serie Unity, ambos interpretados por Komine Lisa.